# Euphémé (nymphe)
Pour les articles homonymes, voir Euphémé.
Euphémé, aussi transcrit Euphème (en grec ancien Ευφήμη / Euphêmê), est dans la mythologie grecque une nymphe du mont Hélicon, nourrice des Muses. De son union avec Pan, elle a un fils, Crotos.

## Pour approfondir
- Hygin, Astronomie [détail des éditions] [(la) lire en ligne], II, 27.
- Hygin, Fables [détail des éditions] [(la) lire en ligne], CCXXIV.
- Pausanias, Description de la Grèce [détail des éditions] [lire en ligne], IX, 29, 5.